# Kythira (Gemeinde)
Die griechische Gemeinde Kythira (griechisch Κύθηρα (n. pl.)) wurde zum 1. Januar 2011 aus den Gemeinden Kythira und Andikythira gebildet und besteht aus dem Gebiet der gleichnamigen beiden Inseln sowie zahlreichen kleinen, unbewohnten Eilanden und Felseninseln. Das Territorium der Gemeinde, das mit dem Anschluss der Ionischen Inseln 1864 zu Griechenland kam, existierte von 1864 bis 1997 als Provinz Kythira (gr. eparchia Kythiron). Mit der Gemeindereform 1997 (Kapodistrias-Programm) wurden die Provinzen abgeschafft und auf der Insel Kythira aus 13 Landgemeinden eine Stadtgemeinde errichtet; die Insel und Landgemeinde Andikythira bestand zunächst weiter. Das Gesetz zum Kallikratis-Programm vom Mai 2010 führte die beiden Inseln wieder zusammen, diesmal als Gemeinde.
Die Zugehörigkeit zu den griechischen Verwaltungseinheiten wechselte mehrfach: 1864 war die Provinz Teil der Präfektur Zakynthos, kam 1866 zu Lakonien, 1899 zur kurzlebigen Präfektur Lakoniki, die außer den beiden Inseln die Halbinsel Mani umfasste, 1909 zur Präfektur Argolis und Korinthia, 1929 zur Präfektur Attika und Böotien, 1943 zur dann eigenständigen Präfektur Attika, 1964 für einige Jahre zur Präfektur Piräus und 1972 mit Piräus wieder zurück zu Attika, allerdings im Präfekturbezirk Piräus. Die Gemeinde Kythira gehört heute zum Regionalbezirk Inseln der Region Attika, der zwei Abgeordnete in den 101-köpfigen attischen Regionalrat entsendet, ansonsten aber keine politische Bedeutung hat.

## Gliederung der Gemeinde
Die beiden Vorgängergemeinden haben den Status von Gemeindebezirken (Ez. gr. dimotiki enotita), die vormaligen Gemeindebezirke, die den Gemeinden vor 1997 entsprechen, haben den Status von Stadtbezirken (Ez. gr. dimotiki kinotita – dies nur Andikyithra) Ortsgemeinschaften (topiki kinotita – alle übrigen). Die Einwohnerzahlen in Klammern stammen aus dem Ergebnis der Volkszählung 2011.
- Gemeindebezirk Andikythira (68)
  - Stadtbezirk Andikythira (Δ. κ. Αντικυθήρων)
    - Charchaliana (Χαρχαλιανά, 19)
    - Galaniana (Γαλανιανά, 15)
    - Potamos (Ποταμός, 34)
- Gemeindebezirk Kythira (3.973)
  - Ortsgemeinschaft Kythira (665)
    - Kalamos (Κάλαμος, 223)
    - Kapsali (Καψάλι, 76)
    - Kythira (281)
    - Manitochori (Μανιτοχώρι, 20)
    - Pourko (Πούρκο, 8)
    - Strapodi (Στραπόδι, 57)

  - Ortsgemeinschaft Aroniadika (98)
    - Aroniadika (Αρωνιάδικα, 77)
    - Pitsinades (Πιτσινάδες, 21)

  - Ortsgemeinschaft Karavas (222)
    - Gerakari (Γερακάρι, 9)
    - Karavas (Καραβάς, 129)
    - Kryoneri (Κρυονέρι, 4)
    - Petrouni (Πετρούνι, 18)
    - Platia Ammos (Πλατιά Άμμος, 42)
    - Prongi (Προγκί, 3)
    - Vouno (Βουνό, 17)

  - Ortsgemeinschaft Karvounades (324)
    - Agios Ilias (Άγιος Ηλίας, 46)
    - Alexandrades (Αλεξανδράδες, 35)
    - Karvounades (Καρβουνάδες, 119)
    - Keramoto (Κεραμωτό, 38)
    - Pitsinianika (Πιτσινιάνικα, 79)
    - Stathianika (Σταθιάνικα, 7)

  - Ortsgemeinschaft Kondolianika (188)
    - Fatsadika (Φατσάδικα, 69)
    - Goudianika (Γουδιάνικα, 36)
    - Kondolianika (Κοντολιάνικα, 45)
    - Tsikalaria (Τσικαλαριά, 38)

  - Ortsgemeinschaft Livadi (464)
    - Ano Livadi (Άνω Λιβάδι, 284)
    - Katsouni (Κατσούνι, 30)
    - Livadi (Λιβάδι, 77)
    - Lourandianika (Λουραντιάνικα, 8)
    - Travasarianika (Τραβασαριάνικα, 65)

  - Ortsgemeinschaft Logothetianika (208)
    - Kominianika (Κομηνιάνικα, 25)
    - Kousounari (Κουσουνάρι, 19)
    - Lianianika (Λιανιάνικα, 11)
    - Logothetianika (Λογοθετιάνικα, 153)
    - Perlengianika (Περλεγκιάνικα, unbewohnt)

  - Ortsgemeinschaft Mitata (192)
    - Agia Moni (Αγία Μόνη, 1)
    - Avlemonas (Αβλέμονας, 81)
    - Mitata (Μητάτα, 73)
    - Paleopoli (Παλαιόπολη, 14)
    - Viaradika (Βιαράδικα, 23)

  - Ortsgemeinschaft Mylopotamos (102)
    - Arei (Αραίοι, 15)
    - Kato Chora (Κάτω Χώρα, 25)
    - Mylopotamos (Μυλοπόταμος, 49)
    - Piso Pigadi (Πίσω Πηγάδι, 13)

  - Ortsgemeinschaft Myrtidion (Τ.κ. Μυρτιδίων, 132)
    - Drymon (Δρυμών, 86)
    - Kalisperianika (Καλησπεριάνικα, 30)
    - Kalokerines (Καλοκαιρινές, 15)
    - Moni Myrtidion (Μονή Μυρτιδίων, 1)

  - Ortsgemeinschaft Potamos (961)
    - Potamos (Ποταμός, 476)
    - Agia Anastasia (Αγία Αναστασία, 14)
    - Agia Pelagia (Αγία Πελαγία, 419)
    - Kambos (Κάμπος, 10)
    - Trifyllianika (Τριφυλλιάνικα, 42)

  - Ortsgemeinschaft Fratsia (167)
    - Fratsia (Φράτσια, 148)
    - Dokana (Δόκανα, 19)

  - Ortsgemeinschaft Frilingianika (250)
    - Aloizianika (Αλοϊζιάνικα, 34)
    - Diakofti (Διακόφτι, 52)
    - Drymonari (Δρυμωνάρι, 11)
    - Frilingianika (Φριλιγκιάνικα, 78)
    - Kambos Paleopolis (Κάμπος Παλαιόπολης, 11)
    - Kastrisianika (Καστρισιάνικα, 64)

## Inseln der Gemeinde
im Gemeindebezirk Andikythira:
- Naftilos (Ναυτίλος) oder Plakoulithra (Πλακουλήθρα) 35° 56′ 15″ N, 23° 12′ 54″ O
- Lagouvardos (Λαγούβαρδος) oder Poreti (Πορέτι) 35° 57′ 32″ N, 23° 12′ 26″ O
- Pori (Πορί) oder Prasonisi (Πρασονήσι) 35° 58′ 29″ N, 23° 14′ 48″ O
- Psira (Ψείρα) 35° 54′ 28″ N, 23° 15′ 39″ O
- Thermones (Θερμόνες), drei Inseln 35° 53′ 37″ N, 23° 18′ 8″ O

im Gemeindebezirk Kythira:
- Armenopetra (Αρμενόπετρα) 36° 19′ 14″ N, 22° 53′ 28″ O
- Avgo (Αυγό) oder Zygo (Ζυγό) oder Chytra (Χύτρα) 36° 5′ 41″ N, 22° 59′ 52″ O
- Dragoneres (Δραγονέρες), zwei Inseln 36° 13′ 42″ N, 23° 6′ 44″ O
  - Andidragonera (Αντιδραγονέρα) oder Mikri Dragonera (Μικρή Δραγονέρα) 36° 14′ 7″ N, 23° 6′ 51″ O
  - Dragonera (Δραγονέρα) oder Megali Dragonera (Μεγάλη Δραγονέρα) 36° 13′ 23″ N, 23° 6′ 38″ O
- Exonisi (Εξωνήσι) oder Axini (Αξίνη) oder Monopetra (Μονόπετρα) 36° 14′ 59″ N, 22° 53′ 58″ O
- Gaidouroniso (Γαϊδουρόνησο) 36° 12′ 19″ N, 22° 54′ 42″ O
- Gourounia (Γουρούνια), zwei Inseln 36° 8′ 47″ N, 22° 57′ 16″ O
- Karavonisi (Καραβονήσι) 36° 10′ 11″ N, 22° 54′ 58″ O
- Karavopetra (Καραβόπετρα) 36° 22′ 20″ N, 22° 55′ 10″ O
- Karvounonisi (Καρβουνονήσι) oder Karvounonisos (Καρβουνόνησος) 36° 22′ 47″ N, 22° 55′ 26″ O
- Kornari (Κορνάροι), zwei Inseln 36° 8′ 41″ N, 23° 3′ 26″ O
- Koufonisia (Κουφονήσια) oder Kofinidia (Κοφινίδια), zwei Inseln 36° 6′ 57″ N, 23° 5′ 54″ O
  - Kapello (Καπέλλο) 36° 7′ 12″ N, 23° 5′ 42″ O
  - Koufo (Κουφό) 36° 6′ 42″ N, 23° 6′ 6″ O
- Lydia (Λυδία) 36° 11′ 31″ N, 22° 54′ 4″ O
- Makronisi (Μακρονήσι) oder Makronisos (Μακρόνησος) oder Fidonisi (Φειδονήσι) 36° 15′ 51″ N, 23° 5′ 40″ O
- Mesa Nisi (Μέσα Νησί) 36° 14′ 26″ N, 22° 54′ 17″ O
- Nisakia (Νησάκια) zwei Inseln 36° 16′ 33″ N, 22° 54′ 53″ O
- Prasonisi (Πρασονήσι) oder Glaronisi (Γλαρονήσι) 36° 16′ 7″ N, 23° 4′ 54″ O
- Strongyli (Στρογγυλή) 36° 10′ 27″ N, 22° 54′ 49″ O
- Xera (Ξέρα) 36° 8′ 52″ N, 22° 57′ 45″ O
- Xeroniso (Ξερόνησο) 36° 12′ 37″ N, 22° 54′ 37″ O